# Сентер Хејстингс (Онтарио)
Сентер Хејстингс (енгл. Centre Hastings) је општина у Канади у покрајини Онтарио. Према резултатима пописа 2011. у општини је живело 4.543 становника.

## Становништво
Према резултатима пописа становништва из 2011. у граду је живело 4.543 становника, што је за 3,6% више у односу на попис из 2006. када је регистровано 4.386 житеља.
| 2006. | 2011. |
| ----- | ----- |
| 4.386 | 4.543 |